# Internet saobraćaj
Internet saobraćaj je tok podataka unutar celog Interneta, ili u određenim mrežnim vezama njegovih konstitutivnih mreža. Uobičajena merenja saobraćaja su ukupna zapremina, u jedinicama višestrukih bajtova, ili kao brzine prenosa u bajtovima po određenim vremenskim jedinicama.
Kako topologija Interneta nije hijerarhijska, nije moguća jedinstvena tačka merenja ukupnog Internet saobraćaja. Podaci o saobraćaju se mogu dobiti od provajdera mreže prvog nivoa za indikacije obima i rasta. Međutim, takvi podaci isključuju saobraćaj koji ostaje unutar mreže jednog provajdera servisa i saobraćaj koji prelazi privatne vireće tačke.
Od decembra 2022. skoro polovina (48%) internet saobraćaja je u Indiji i Kini, dok Severna Amerika i Evropa imaju oko četvrtine globalnog internet saobraćaja.

## Izvori saobraćaja
Razmena datoteka čini deo internet saobraćaja. Preovlađujuća tehnologija za razmenu datoteka je BitTorrent protokol, koji je P2P sistem posredovan preko sajtova za indeksiranje koji obezbeđuju direktorijume resursa. Prema Sandvin istraživanjuu iz 2013. godine, udeo Bit Torenta u internet saobraćaju smanjen je za 20% na 7,4% ukupno, redukovan sa 31% u 2008.
Od 2023. godine, otprilike 65% celokupnog internet saobraćaja dolazilo je sa video sajtova, u odnosu na 51% u 2016. godini.
U 2022. procenjeno je da je otprilike 47% ukupnog saobraćaja bilo od automatizovanih botova.

## Literatura
- Williamson, Carey (2001). „Internet Traffic Measurement”. IEEE Internet Computing. 5 (6): 70—74. doi:10.1109/4236.968834.

## Spoljašnje veze
- „The Size and Growth Rate of the Internet”. First Monday. 3 (5). октобар 1998. Архивирано из оригинала 12. 04. 2012. г. Приступљено 20. 08. 2024., K.G. Coffman and Andrew Odlyzki. .
- Internet Traffic Report from AnalogX
- Internet Health Report from Keynote Systems
- Cooperative Association for Internet Data Analysis Архивирано 2014-05-14 на сајту  (CAIDA), based at the University of California, San Diego Supercomputer Center